# Podzałuki
Podzałuki – wieś w Polsce położona w województwie podlaskim, w powiecie białostockim, w gminie Gródek.
W latach 1975–1998 miejscowość administracyjnie należała do województwa białostockiego.
Prawosławni mieszkańcy wsi należą do parafii  św. Anny w Królowym Moście.